# São Marcos da Ataboeira
São Marcos da Ataboeira is een plaats (freguesia) in de Portugese gemeente Castro Verde en telt 373 inwoners (2001).